# 切莱迪圣维托
切莱迪圣维托（義大利語：Celle di San Vito），是意大利福贾省的一个市镇。总面积18.21平方公里，人口187人，人口密度10.3人/平方公里（2009年）。ISTAT代码为071019。